# Michel Auclair
Pour les articles homonymes, voir Auclair et Vujovic.
Vladimir Vujović, dit Michel Auclair, est un acteur de cinéma et comédien de théâtre français né le 14 septembre 1922 à Coblence en Allemagne et mort le 7 janvier 1988, à Saint-Paul-en-Forêt,, dans le Var.

## Biographie
Michel Auclair est le fils de Vojislav Vujovic (prononcé Voïslav Vuïovitch, 1897-1936), avocat d'origine serbe, et de Charlotte Caspar (1895-1990), une institutrice et chimiste française,. Ses parents sont des militants du Parti communiste français et de l’Internationale communiste. 
Son père est exécuté en Union soviétique lors des purges staliniennes, le 3 octobre 1936. Sa mère se remarie à Raymond Guilloré (1903-1989),.
Avant de devenir acteur, Michel Auclair étudie la médecine, puis il entre au Conservatoire. 

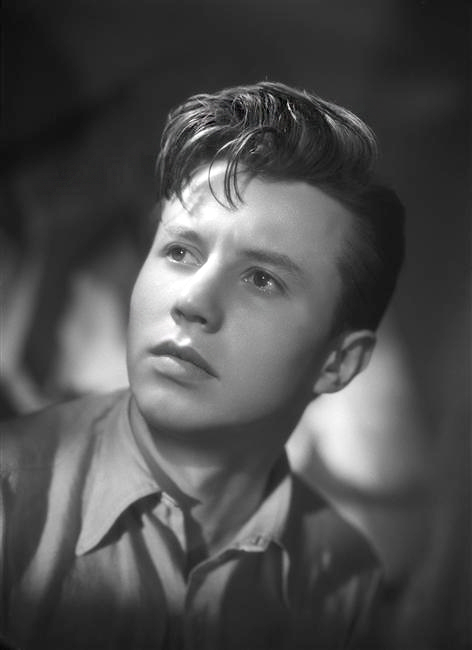
Michel Auclair en 1950 (Studio Harcourt).

Au théâtre, il interprète (entre autres) des pièces de Paul Claudel, William Shakespeare, Arthur Miller, Jean Racine, Molière, Henrik Ibsen et Victor Hugo.
Au cinéma, il se fait connaître avec le film La Belle et la Bête.
Puis, Jacqueline Audry lui confie son premier rôle important dans Les Malheurs de Sophie (1946) , il joue notamment dans Les Maudits (1947) de René Clément, Manon (1948) d'Henri-Georges Clouzot, Justice est faite (1950) d'André Cayatte, Maigret et l'Affaire Saint-Fiacre (1959) de Jean Delannoy, Le Rendez-vous de minuit (1962) de Roger Leenhardt et Symphonie pour un massacre (1963) de Jacques Deray. Pendant les années 1950, 1960 et 1970, il apparaît occasionnellement dans des productions internationales, dont Drôle de frimousse (Funny Face, 1956) de Stanley Donen, avec Fred Astaire et Audrey Hepburn, ou Chacal (The Day of the Jackal, 1973) de Fred Zinnemann.
Il a un fils, David, né en 1972.
Dans les années 1970-80, on le revoit dans des productions populaires : Commissaire Moulin à la télévision, Pour la peau d'un flic ; Mille milliards de dollars et Deux heures moins le quart avant Jésus-Christ au cinéma.
Il meurt à 65 ans d'une hémorragie cérébrale, à Saint-Paul-en-Forêt dans le Var, où il est inhumé.
En 2021, un hommage lui est rendu, ainsi qu'à d'autres disparus, dans le film de Jean-Daniel Simon La filière noire.

## Filmographie

### Cinéma

#### Années 1940
- 1943 : Premier prix du Conservatoire - court métrage - de René Guy-Grand
- 1946 : Les Malheurs de Sophie de Jacqueline Audry : Paul d'Auber
- 1946 : La Belle et la Bête de Jean Cocteau : Ludovic
- 1946 : Ouvert pour cause d'inventaire - documentaire en 16 mm - d'Alain Resnais
- 1947 : Les Maudits de René Clément : Willy Morus
- 1948 : Éternel Conflit de Georges Lampin : Mario
- 1949 : Manon d'Henri-Georges Clouzot : Robert DesGrieux
- 1949 : Le Paradis des pilotes perdus de Georges Lampin : Léonard François
- 1949 : Singoalla de Christian-Jaque : Erland

#### Années 1950
- 1950 : L'Invité du mardi de Jacques Deval : Maurice Vineuse
- 1950 : Pas de pitié pour les femmes de Christian Stengel : Michel Dunan / Alain de Norobis
- 1950 : Justice est faite d'André Cayatte : Serge Cremer
- 1951 : L'Aiguille rouge de Emil-Edwin Reinert : Florian Faber
- 1951 : Les Deux Vérités (Le due verità) d'Antonio Leonviola : Lut Loris
- 1951 : Vedettes sans maquillage - court métrage, documentaire - de Jacques Guillon - lui-même
- 1952 : Valse dans la nuit (Unter den tausend Laternen) d'Erich Engel : Michel Dumas
- 1952 : Les Chemises rouges (Camicie rosse) de Goffredo Alessandrini et Francesco Rosi : un volontaire
- 1952 : La Fête à Henriette de Julien Duvivier : Maurice/Marcel
- 1953 : La Fille du régiment (La figlia del reggimento) de Géza von Bolváry et Tullio Covaz : Lieutenant Andrea
- 1954 : Si Versailles m'était conté… de Sacha Guitry : Jaques Damiens
- 1954 : Zoé de Charles Brabant : Arthur Delay
- 1954 : Quai des blondes de Paul Cadéac : Jacques Fenner
- 1954 : La Patrouille des sables de René Chanas : Pierre de Prémont
- 1954 : Double Destin de Victor Vicas : Jacques Frontenac
- 1954 : Bonnes à tuer d'Henri Decoin : François Roques, dit "Larry"
- 1954 : Tres hombres van a morir de Feliciano Catalán - version espagnole de La Patrouille des sables
- 1955 : Le Souffle de la liberté (Andrea Chénier) de Clemente Fracassi : André Chénier
- 1956 : La Fille de la rizière (La risaia) de Raffaello Matarazzo : Mario
- 1957 : Reproduction interdite de Gilles Grangier : Jacques Lacroix
- 1957 : Drôle de frimousse (Funny Face) de Stanley Donen : le professeur Emile Flostre
- 1957 : L'Irrésistible Catherine d'André Pergament : Georges Bartone
- 1957 : Les Fanatiques d'Alex Joffé : Diego
- 1957 : Le Renard de Paris (Der Fuchs von Paris) de Paul May : André
- 1959 : Les Amants de demain de Marcel Blistène : Pierre Montfort
- 1959 : Maigret et l'Affaire Saint-Fiacre de Jean Delannoy : Maurice de Saint-Fiacre

#### Années 1960
- 1960 : Une fille pour l'été d'Édouard Molinaro : Philippe
- 1960 : Meurtre en 45 tours d'Étienne Périer : Jean Le Prat
- 1961 : Le Rendez-vous de minuit de Roger Leenhardt : Jacques
- 1962 : L’Éducation sentimentale d'Alexandre Astruc : Didier Arnoux
- 1963 : Symphonie pour un massacre de Jacques Deray : Clavet
- 1963 : Vacances portugaises de Pierre Kast : Michel
- 1964 : La Chance et l'Amour (« Une chance explosive ») de Bertrand Tavernier : Alain Lorrière
- 1964 : Mort, où est ta victoire ? d'Hervé Bromberger : Jean Paleyzieux
- 1964 : Trafics dans l'ombre de Antoine d'Ormesson : Philippe
- 1965 : Le dernier matin de Percy Shelley de Jean Chapot (court métrage) : le récitant
- 1966 : Le Voyage du père de Denys de La Patellière : l'ami de Marie-Louise
- 1968 : Sous le signe de Monte-Cristo d'André Hunebelle : Villefort
- 1969 : Sous le signe du taureau de Gilles Grangier : Magnin

#### Années 1970
- 1970 : Le Cœur fou de Jean-Gabriel Albicocco : Serge Menessier
- 1971 : Les Mariés de l'an II de Jean-Paul Rappeneau : le prince
- 1972 : Décembre de Mohammed Lakhdar-Hamina : le colonel de Saint-Méran
- 1972 : Paulina 1880 de Jean-Louis Bertuccelli : la voix du narrateur
- 1973 : Chacal (The Day of the Jackal) de Fred Zinnemann : le colonel Rolland
- 1973 : L'Impossible Objet (Story of a Love Story) de John Frankenheimer : Georges
- 1974 : Les Guichets du Louvre de Michel Mitrani : M. Edmond
- 1975 : Sept Morts sur ordonnance de Jacques Rouffio : le docteur Mathy
- 1975 : Souvenirs d'en France d'André Téchiné : Hector
- 1977 : Le Juge Fayard dit Le Shériff d'Yves Boisset : le docteur Simon Pradal
- 1978 : L'Amour en question d'André Cayatte : Philippe Dumais
- 1979 : Le Coup de sirocco d'Alexandre Arcady : Lucien Bonheur
- 1979 : Le Toubib de Pierre Granier-Deferre : le patron

#### Années 1980
- 1980 : Trois hommes à abattre de Jacques Deray : Leprince
- 1981 : Pour la peau d'un flic d'Alain Delon : Haymann
- 1982 : Mille milliards de dollars d'Henri Verneuil : Michel Saint-Claude
- 1982 : Deux heures moins le quart avant Jésus-Christ de Jean Yanne : le consul Demetrius
- 1982 : Enigma de Jeannot Szwarc : le médecin
- 1983 : La Belle Captive d'Alain Robbe-Grillet : la voix de Walter, off
- 1983 : El señor presidente de Manuel Octavio Gómez : El Presidente
- 1984 : Le Bon Plaisir de Francis Girod : Herbert
- 1984 : Rue barbare de Gilles Béhat : Georges Chetman, père de Chet
- 1988 : Preuve d'amour de Miguel Courtois : Charles Maurin
- 1989 : Torquemada de Stanislav Barabáš

### Télévision

#### Séries télévisées
- 1966 : Le train bleu s'arrête 13 fois de Michel Drach, épisode : Cannes : on ne gagne qu'une fois
- 1968 : Le monde parallèle de Louis-Georges Carrier, épisode : Le manipulant
- 1976 : Bonjour Paris
- 1977 : Commissaire Moulin de Claude Grinberg (épisode « Affectation spéciale »)
- 1978 : Les Cinq Dernières Minutes épisode Les Loges du crime de Jean Chapot : Portal
- 1979 : Histoires insolites (épisode Une dernière fois Catherine)
- 1979 : Les Amours de la Belle Époque de René Lucot (épisode Crapotte)
- 1979 : Contes modernes de Michel Mitrani (épisode : Gestion)
- 1981 : Les Héritiers (épisode Les Brus)
- 1981 : Martine Verdier (série télévisée)  2 épisodes
- 1982 : De bien étranges affaires (épisode Un homme ordinaire)
- 1983 : Les Cinq Dernières Minutes (épisode La Chine à Paris) série télévisée de François Martin
- 1988 : Azizah, la fille du fleuve  2 épisodes

#### Téléfilms
- 1962 : Il est minuit docteur Schweitzer de Gilbert Pineau
- 1962 : Le mal court d'Alain Boudet
- 1963 : La dernière porte d'Abder Isker
- 1964 : La Chambre de Michel Mitrani
- 1965 : Huis clos de Michel Mitrani
- 1965 : Bonjour tristesse, de François Chatel : Raymond
- 1967 : Le Manipulant de Louis-Georges Carrier (dans la série Le Monde parallèle d'Yves Ciampi)
- 1969 : Salomé de Pierre Koralnik
- 1973 : Genitrix de Paul Paviot
- 1974 : Faites entrer M. Ariman d'Alain Dhénaut
- 1975 : Le Prix de René Lucot
- 1977 : La dame de la mer d'Armand Ridel
- 1979 : Madame Sourdis de Caroline Huppert
- 1980 : Le Petit Théâtre d'Antenne 2 de Jean-Louis Muller (épisode : Trafic)
- 1980 : Docteur Teyran de Jean Chapot
- 1980 : Lettres d'amour sur papier bleu d'Édouard Logereau
- 1981 : Les Avocats du diable d'André Cayatte
- 1981 : Martine Verdier de Bernard Toublanc-Michel
- 1982 : Les Invités de Roger Pigaut
- 1982 : Lise et Laura d'Henri Helman
- 1983 : Bel-Ami de Pierre Cardinal
- 1985 : Christophe Colomb (Cristoforo Colombo), mini-série en 4 épisodes d'Alberto Lattuada
- 1988 : Les Rats de Montsouris de Maurice Frydland

## Théâtre

### Comédien
- 1941 : La Tempête de William Shakespeare, Théâtre de l'Œuvre
- 1942 : L'Annonce faite à Marie de Paul Claudel, Théâtre de l'Œuvre
- 1945 : Les Frères Karamazov de Fiodor Dostoïevski, mise en scène André Barsacq, Théâtre de l'Atelier
- 1947 : L'Empereur de Chine de Jean-Pierre Aumont, mise en scène Marcel Herrand, Théâtre des Mathurins
- 1950 : Le Bal du Lieutenant Helt de Gabriel Arout, mise en scène Marcel Herrand, Théâtre des Mathurins
- 1954 : La Corde de Patrick Hamilton, mise en scène Jean Darcante, Théâtre de la Renaissance
- 1956 : Requiem pour une nonne de William Faulkner, mise en scène Albert Camus, Théâtre des Mathurins
- 1958 : Tessa la nymphe au cœur fidèle de Jean Giraudoux d'après Basil Dean et Margaret Kennedy, mise en scène Jean-Pierre Grenier, Théâtre Marigny
- 1961 : Andromaque de Racine, mise en scène Marguerite Jamois, Théâtre des Célestins
- 1962 : Les femmes aussi ont perdu la guerre de Curzio Malaparte, mise en scène Raymond Gérôme, Théâtre des Mathurins
- 1962 : Tartuffe de Molière, mise en scène Roger Planchon, Théâtre de la Cité de Villeurbanne
- 1964 : Le Tartuffe, mise en scène de Roger Planchon, Odéon-Théâtre de France : Tartuffe[12]
- 1964 : Jules César de William Shakespeare, mise en scène Raymond Hermantier, Festival de Lyon, Théâtre Sarah-Bernhardt
- 1965: Après la chute (After the Fall) d'Arthur Miller, mise en scène Luchino Visconti, Théâtre du Gymnase
- 1966 : Richard III de William Shakespeare, mise en scène Roger Planchon, Festival d'Avignon
- 1967 : Richard III de William Shakespeare, mise en scène Roger Planchon, Théâtre de la Cité de Villeurbanne
- 1967 : Bleus, blancs, rouges ou les libertins de Roger Planchon, mise en scène de l'auteur, Théâtre de la Cité de Villeurbanne, Festival d'Avignon
- 1967 : Tartuffe de Molière, mise en scène Roger Planchon, Festival d'Avignon
- 1969 : L'Aide-mémoire de Jean-Claude Carrière, mise en scène André Barsacq, Théâtre des Célestins
- 1973 : Toller de Tankred Dorst, mise en scène Patrice Chéreau, TNP Villeurbanne
- 1973 : Phèdre de Racine, mise en scène Antoine Bourseiller, Théâtre du Gymnase
- 1973 : Vol au-dessus d'un nid de coucou de Dale Wasserman, mise en scène Pierre Mondy, Théâtre Antoine
- 1973 : Nom : Stuart, prénom : Marie de Jaromir Knittl, mise en scène de l'auteur, Théâtre des Deux-Portes
- 1974 : Toller de Tankred Dorst, mise en scène Patrice Chéreau, Théâtre national de l'Odéon
- 1975 : Antigone d'Anouilh, mise en scène de Nicole Anouilh, Théâtre des Mathurins
- 1976 : Affabulazione de Pier Paolo Pasolini, mise en scène Peter Lotschak, Espace Pierre Cardin
- 1977 : La Dame de la mer d'Henrik Ibsen, Théâtre de la Gaîté
- 1979 : Lucrèce Borgia de Victor Hugo, mise en scène Roger Hanin (avec Magali Noël, David Clair, Jean-Marie Galey…)

## Vie privée
Marié à Frédérique Homo (Janvier 1970-7 janvier 1988 son décès). Un enfant : David, né en 1972.